# Synagoga w Kolbuszowej
Synagoga w Kolbuszowej – synagoga znajdująca się w Kolbuszowej przy obecnej ulicy Piekarskiej 19.

## Historia
Synagoga została zbudowana w drugiej połowie XIX wieku. Podczas II wojny światowej hitlerowcy zdewastowali synagogę. W latach 1955–1956 została wyremontowana, po czym część budynku przeznaczono na potrzeby Muzeum Kultury Ludowej. W 1966 roku po gruntownym remoncie synagoga w całości znalazła się w dyspozycji muzeum. W jego wnętrzu znajdowała się mała ekspozycja judaików.
W 2008 synagoga została przejęta przez FODŻ, budynek został zamknięty i niszczał. W 2014 roku budynek został wykupiony od fundacji przez gminę Kolbuszowa z przeznaczeniem na galerię i muzeum miejskie.
16 grudnia 2015 roku budynek został przekazany Miejskiej i Powiatowej Bibliotece Publicznej w Kolbuszowej, która pozyskała środki finansowe na jego remont. Powstał w nim nowy Oddział Edukacji Kulturalnej i Regionalnej Miejskiej i Powiatowej Biblioteki Publicznej w Kolbuszowej. Oddział otwarto 30 stycznia 2019 roku.

## Architektura
Murowany, orientowany, jednoprzestrzenny budynek synagogi został wzniesiony na planie prostokąta w stylu klasycystycznym. Nakryty jest dachem czterospadowym pokrytym blachą. Wewnątrz znajduje się przedsionek z salą dla kobiet na piętrze. Na  sklepieniu głównej sali modlitewnej zachowały się pozostałości polichromii z 1903 roku, autorstwa W. Drewnickiego, obecnie zamalowane białą farbą.